# Titanio hyrcanella
Titanio hyrcanella là một loài bướm đêm trong họ Crambidae.